# Buque insignia

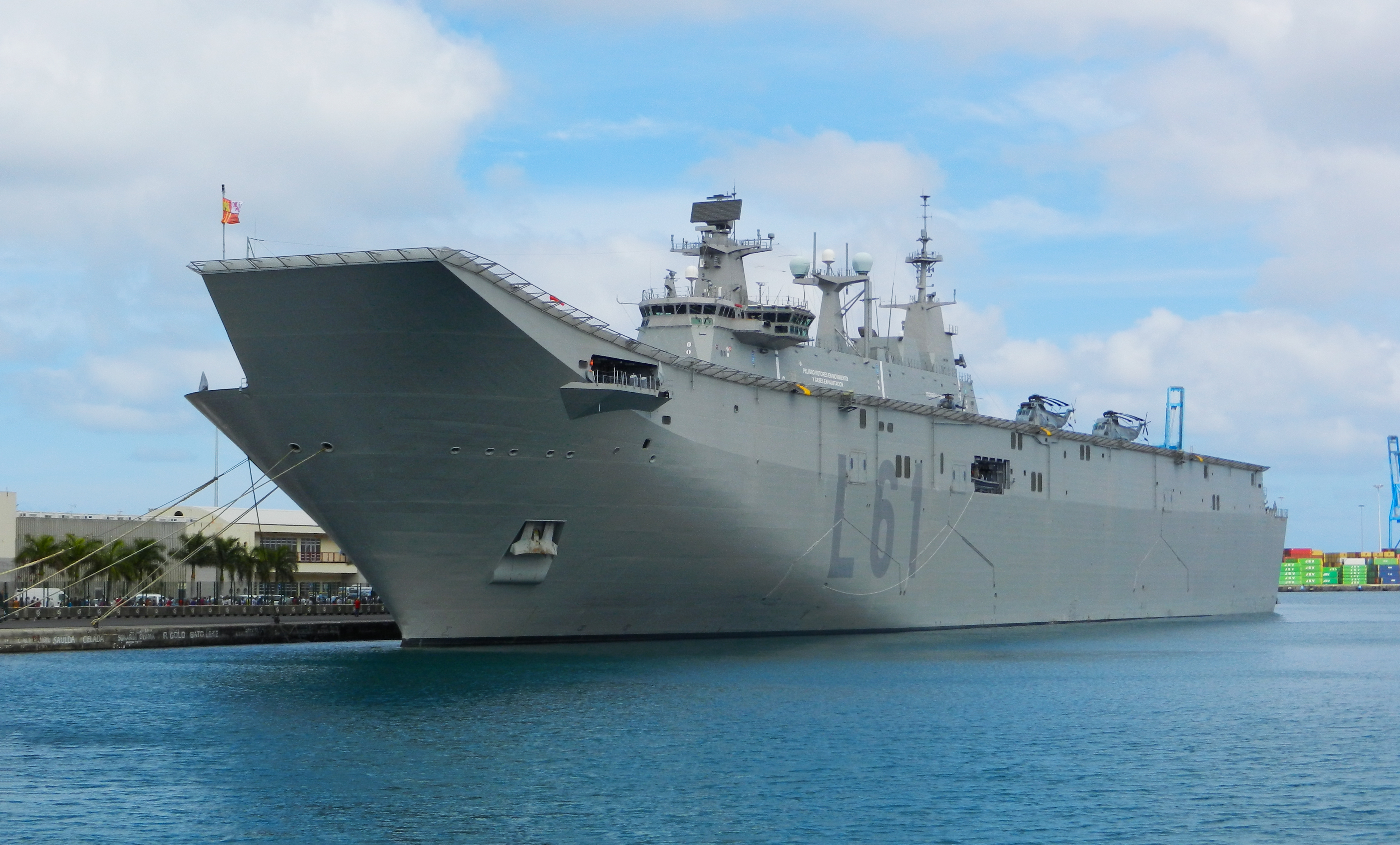
El LHD Juan Carlos I (L-61), buque insignia de la Armada Española.

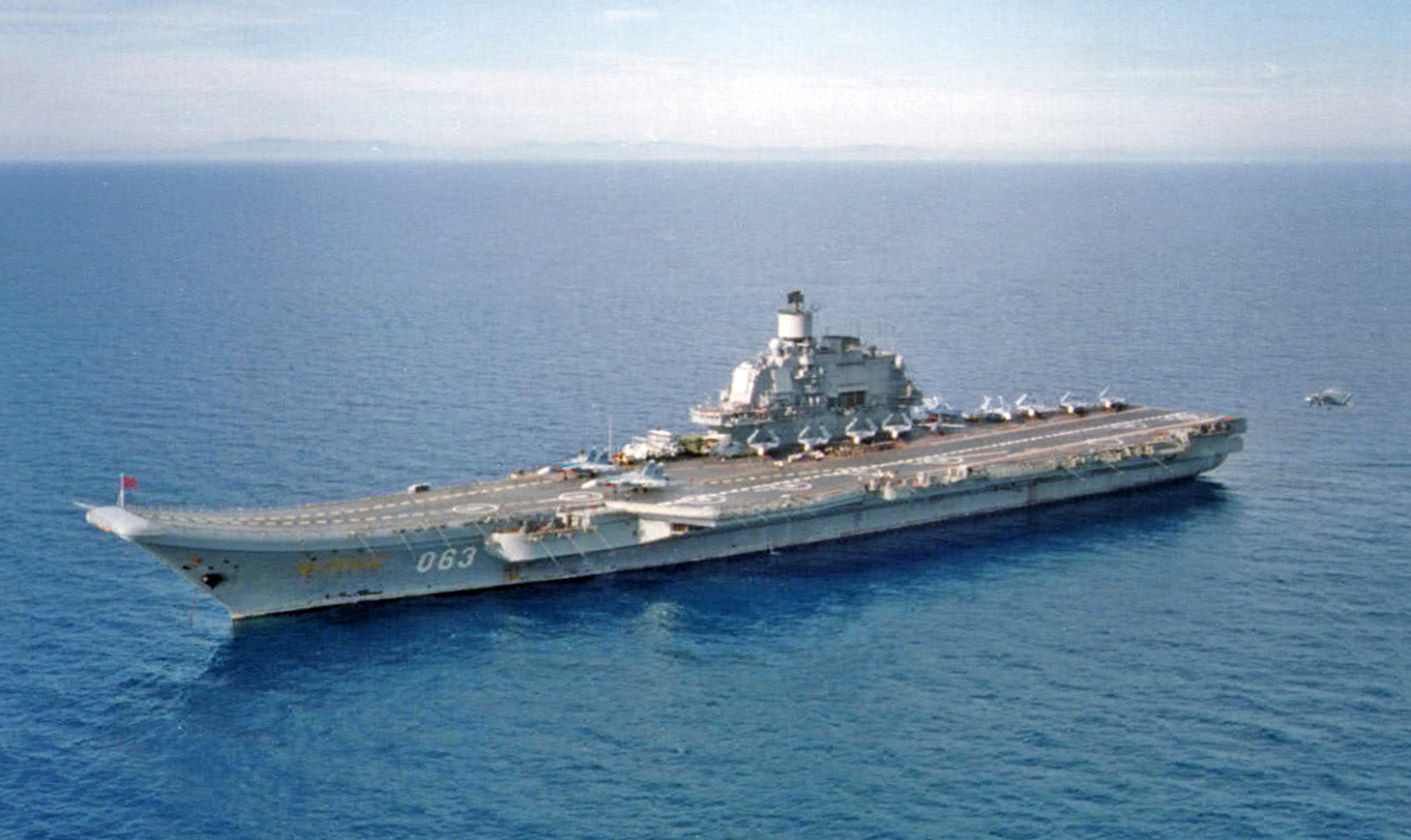
El portaaviones Almirante Kuznetsov, buque insignia de la Armada de Rusia que forma parte de la Flota del Mar del Norte.

Un buque insignia o nave capitana es tradicionalmente la nave usada por el comandante en jefe de un conjunto de barcos de una escuadra naval. El término solía ser fundamentalmente una designación temporal, ya que buque insignia es dondequiera que estuviera el almirante enarbolando su bandera (insignia). Usado más vagamente, es la nave líder en una flota naval, especialmente el primero, más grande, más rápido, más fuertemente armado o el más conocido.
Con el paso de los años, el término «buque insignia» se ha vuelto una metáfora usada en industrias tales como la radiodifusión, automotriz, educación, tecnología, aeronáutica y de comercio para referirse a sus productos y ubicaciones de más alto perfil o más caros.

## Uso naval
En aras de la eficacia en el ejercicio de sus cargos, los almirantes comenzaron a precisar instalaciones adecuadas a bordo: una sala de reuniones para juntar a todos los capitanes de la flota y una oficina para el personal del almirantazgo, donde elaborar sus planes y estudiar las órdenes. Antiguamente, era común que el buque insignia fuera un navío de línea de primera clase; se habilitó espacio detrás de una de las tres cubiertas de esta clase de navío, para las habitaciones del almirante y las oficinas del personal. Un ejemplo de buque insignia es la galera denominada la Real, capitaneada por Don Juan de Austria en la Batalla de Lepanto. 
En el siglo XX, las naves llegaron a ser lo bastante grandes como para que la mayoría de las dependencias pudieran acomodar al comandante y al personal de a bordo. Durante la Segunda Guerra Mundial los almirantes preferían a menudo una nave más rápida mejor que una más grande.[cita requerida] La necesidad, entre otras, de mejora de las comunicaciones y de la computación requerían un mando especializado y de control, con el buque insignia a su servicio. Este buque, de donde suelen emanar las órdenes, es generalmente la nave mejor equipada de la flota, como es el caso del LHD  Juan Carlos I (L-61) de la Armada Española.

## Buque insignia como metáfora
Como mucha otra terminología naval, buque insignia ha pasado al uso general, donde significa el miembro más importante o de liderazgo de un grupo, como en caso de estación insignia de una cadena de difusión, en especial en los Estados Unidos y Canadá. Se usa tanto como sustantivo como adjetivo para describir al producto, marca, ubicación o servicio más prominente o más altamente promocionado de una empresa. Algunos derivados incluyen «marca insignia» o «producto insignia» de una empresa de manufactura, «tienda insignia» de una cadena comercial o «servicio insignia» de un grupo de hospitalidad o transporte.
El término «buque insignia» puede tener aplicaciones específicas:
- Las compañías automotrices pueden tener un buque insignia en forma de su automóvil líder o más caro, que suele llevar su última tecnología, desempeño y lenguaje de diseño.
- Las empresas de la industria electrónica pueden tener un número de productos considerados como sus buques insignia, usualmente consisten de uno o dos productos que se actualizan de manera periódica. Por ejemplo, la serie S de Samsung Galaxy está constituida por varios teléfonos inteligentes buque insignia que se lanzan de manera anual.

### Comercio minorista

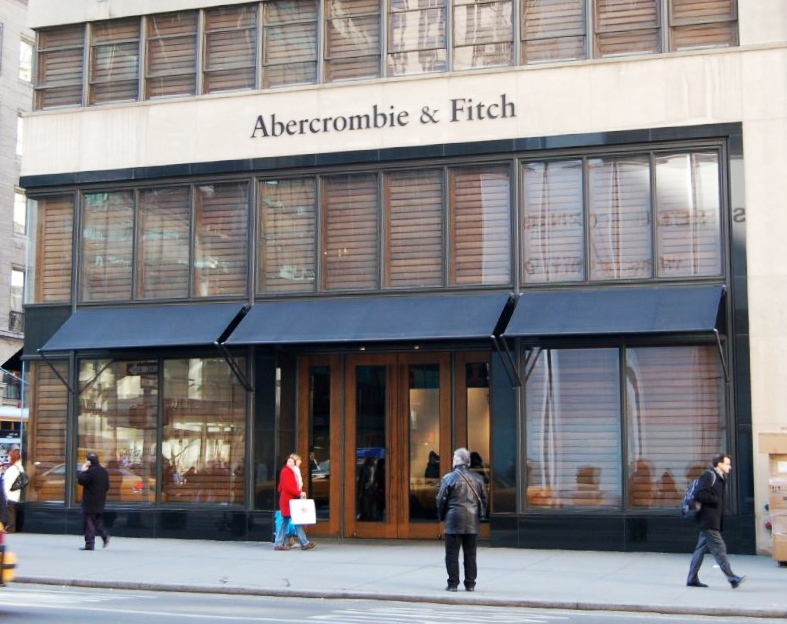
Tienda insignia de Abercrombie & Fitch en la Quinta Avenida de la ciudad de Nueva York.

Las tiendas insignia son tiendas centrales para minoristas de marca, más grandes que sus puntos de venta estándar y con un inventario más amplio, que a menudo se encuentran en zonas comerciales prominentes como la Quinta Avenida en Nueva York, Oxford Street en Londres o Ginza de Tokio.